# Leeds City Football Club
Leeds City Football Club foi um clube de futebol com sede na cidade de Leeds que foi fundado em 1904,sendo extinto devido à dificuldades financeiras em 1919. Um novo clube com o mesmo nome foi fundado em 2005.

## História
O clube foi fundado em 1904,usnado o brasão de armas da cidade de Leeds como esscudo e adotando as cores azul,amarelo e branco. o time mandava seus jogos no Elland Road.entrou para a Football League em 1905.durante toda sua existência,o Leeds City jogou na Football League Second Division.sua melhor posição foi a quarta colocação na temporada 1913/14.
Durante a Primeira Guerra Mundial,o Leeds City passou por várias dificuldades financeiras,que acabaram por levar ao fechamento do clube em 1919. O clube foi expulso da Football League ainda na oitava rodada do campeonato da temporada 1919/20. O Leeds City foi substituído pelo Port Vale F.C., que ficou com os jogos restantes, assim como os resultados conseguidos anteriormente pelo Leeds City. O Leeds City foi o primeiro clube a ser expulso da Football League no meio da temporada.
Após o fechamento do Leeds City, o Leeds United A.F.C. foi fundado, entrando na Football League em 1920.

## Leilão de jogadores
No dia 17 de outubro de 1919,um leilão foi realizado no Metropole Hotel em Leeds, onde o elenco do Leeds City foi leiloado junto com outras propriedades do clube. Os 16 membros do elenco foram leiloados a 9 clubes diferentes por um total de 9 250 libras esterlinas.
| Jogador              | Comprador           | Preço  |
| -------------------- | ------------------- | ------ |
| Billy McLeod         | Notts County        | £1,250 |
| Harry Millership     | Rotherham County    | £1,000 |
| John Hampson         | Aston Villa         | £1,000 |
| Willis Walker        | South Shields       | £800   |
| Tommy Lamph          | Manchester City     | £800   |
| John Edmondson       | Sheffield Wednesday | £800   |
| William Hopkins      | South Shields       | £600   |
| George Affleck       | Grimsby Town        | £500   |
| Ernest Goodwin       | Manchester City     | £500   |
| Billy Kirton         | Aston Villa         | £500   |
| William Ashurst      | Lincoln City        | £500   |
| Fred Linfoot         | Lincoln City        | £250   |
| Herbert Lounds       | Rotherham County    | £250   |
| Arthur Wainwright    | Grimsby Town        | £200   |
| William Short        | Hartlepool United   | £200   |
| Francis Chipperfield | Lincoln City        | £100   |

Nenhum dos jogadores leiloados chegou a jogar pelo Leeds United, mas o meio-campista Ivan Sharpe, que esteve no Leeds City entre 1913 e 1915, jogou pelo Leeds United entre 1920 e 1923 e Harry Sherwin, que deixou o Leeds City 5 meses antes de seu fechamento, jogou pelo Leeds United entre 1921 e 1925.